# Plešin
Plešin (en serbe cyrillique : Плешин) est un village de Serbie situé dans la municipalité de Raška, district de Raška. Au recensement de 2011, il comptait 143 habitants.

## Démographie
| 1948 | 1953 | 1961 | 1971 | 1981 | 1991 | 2002 | 2011 |
| ---- | ---- | ---- | ---- | ---- | ---- | ---- | ---- |
| 592  | 640  | 681  | 603  | 441  | 282  | 222  | 143  |

|  |